# Antonio Bertoloni
Antonio Bertoloni (Sarzana, Ligúria, 8 de fevereiro de 1775 – Bolonha, 17 de abril de 1869) foi médico e botânico italiano.
Bertoloni estudou medicina e botânica em Pavia antes de abrir seu consultório em Sarzana
Em 1811 assumiu a cadeira de professor de história natural no Liceu Imperial de Gênova e, em 1816, a cadeira de botânica em Bolonha.

## Obras
- Amoenitates italicae (1819)
- Pralectiones rei herbariae (1827)
- Dissertatio de quibusdam novis plantarum speciebus et de Bysso antiquorum (1835)
- Florula guatimalensis (1840)
- Miscellanea botanica (1842-1863)
- Piante nuove asiatiche (1864-65)